# Eurya japonica
Eurya japonica là một loài thực vật có hoa trong họ Pentaphylacaceae. Loài này được Thunb. mô tả khoa học đầu tiên năm 1783.

## Hình ảnh

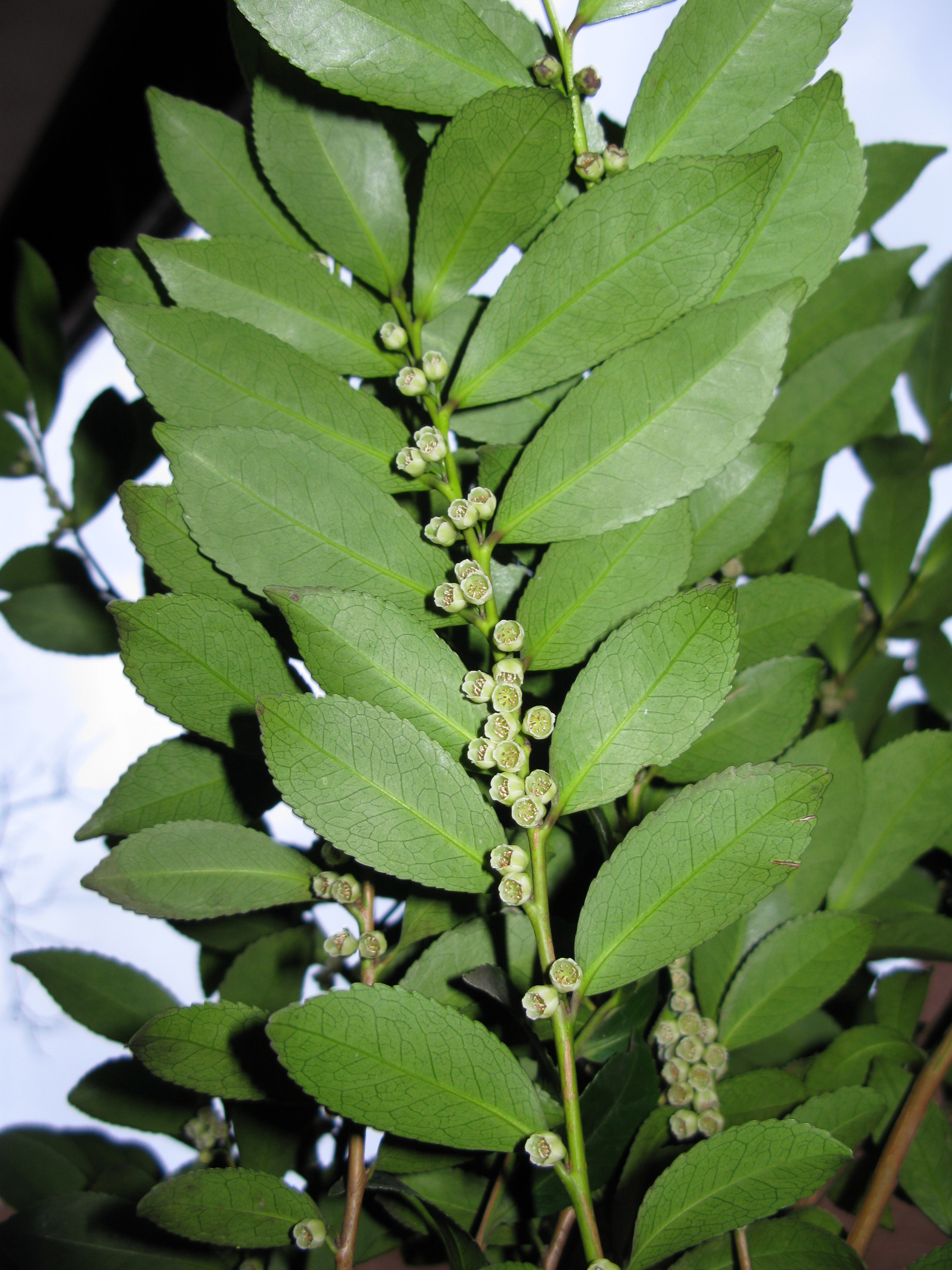
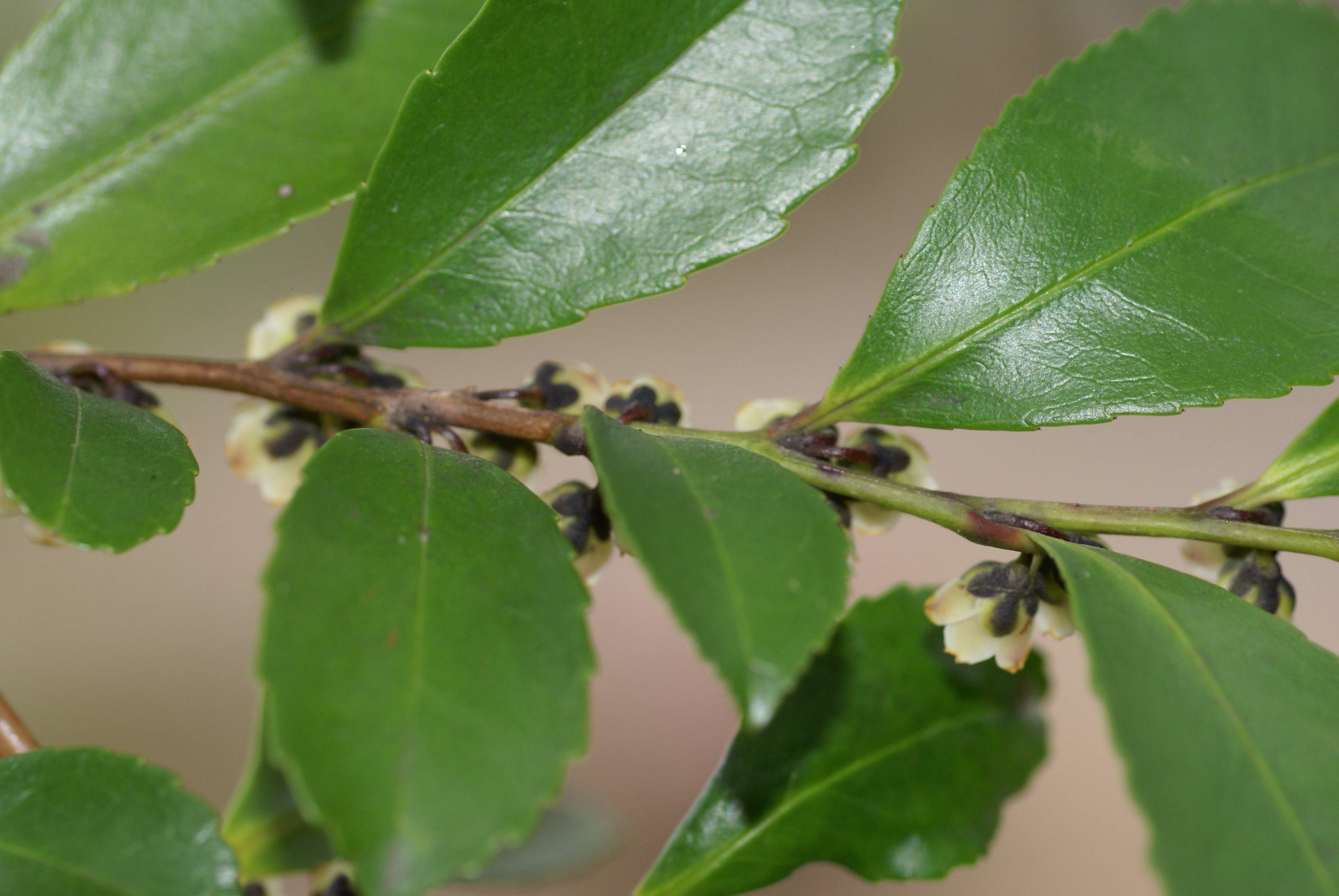
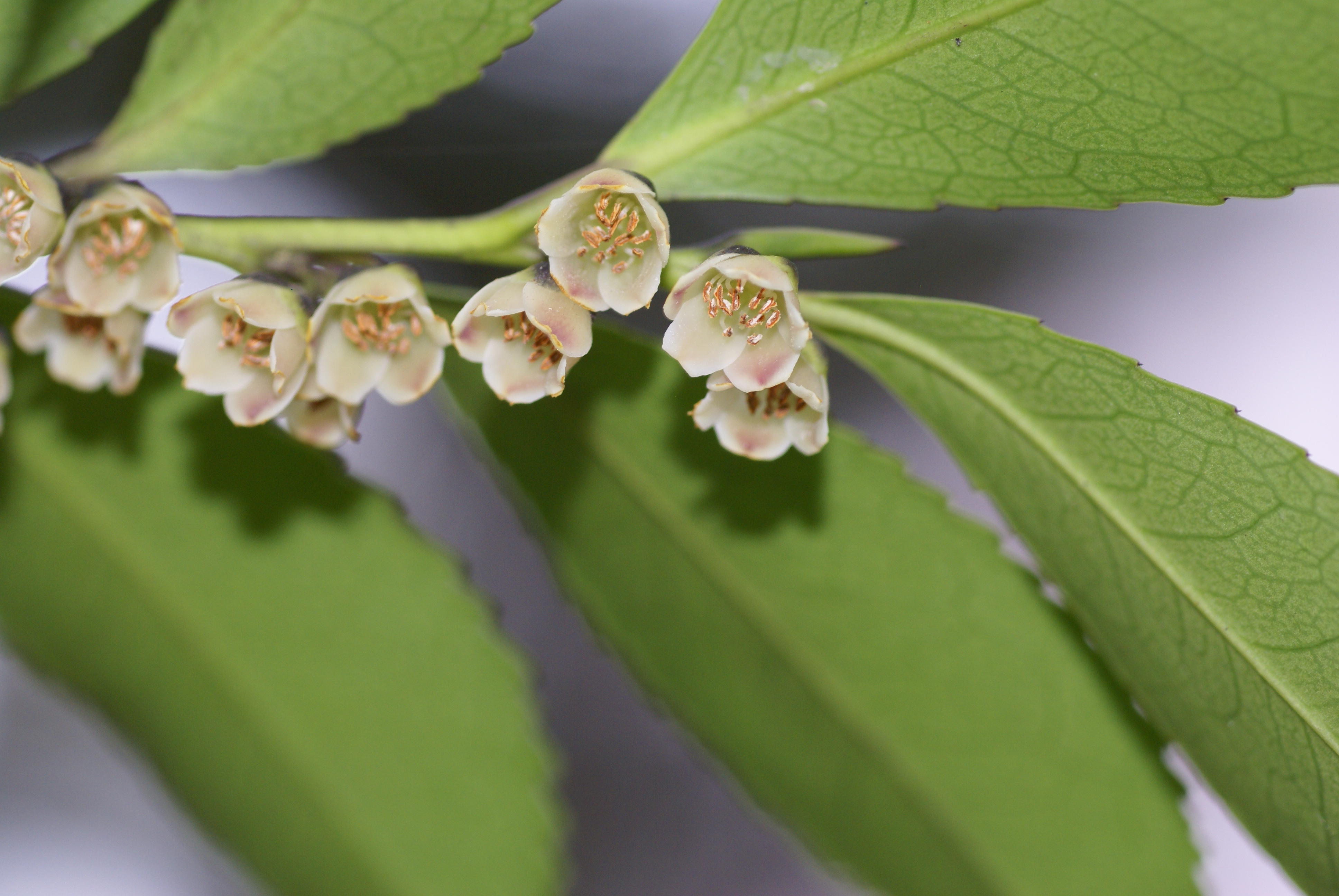
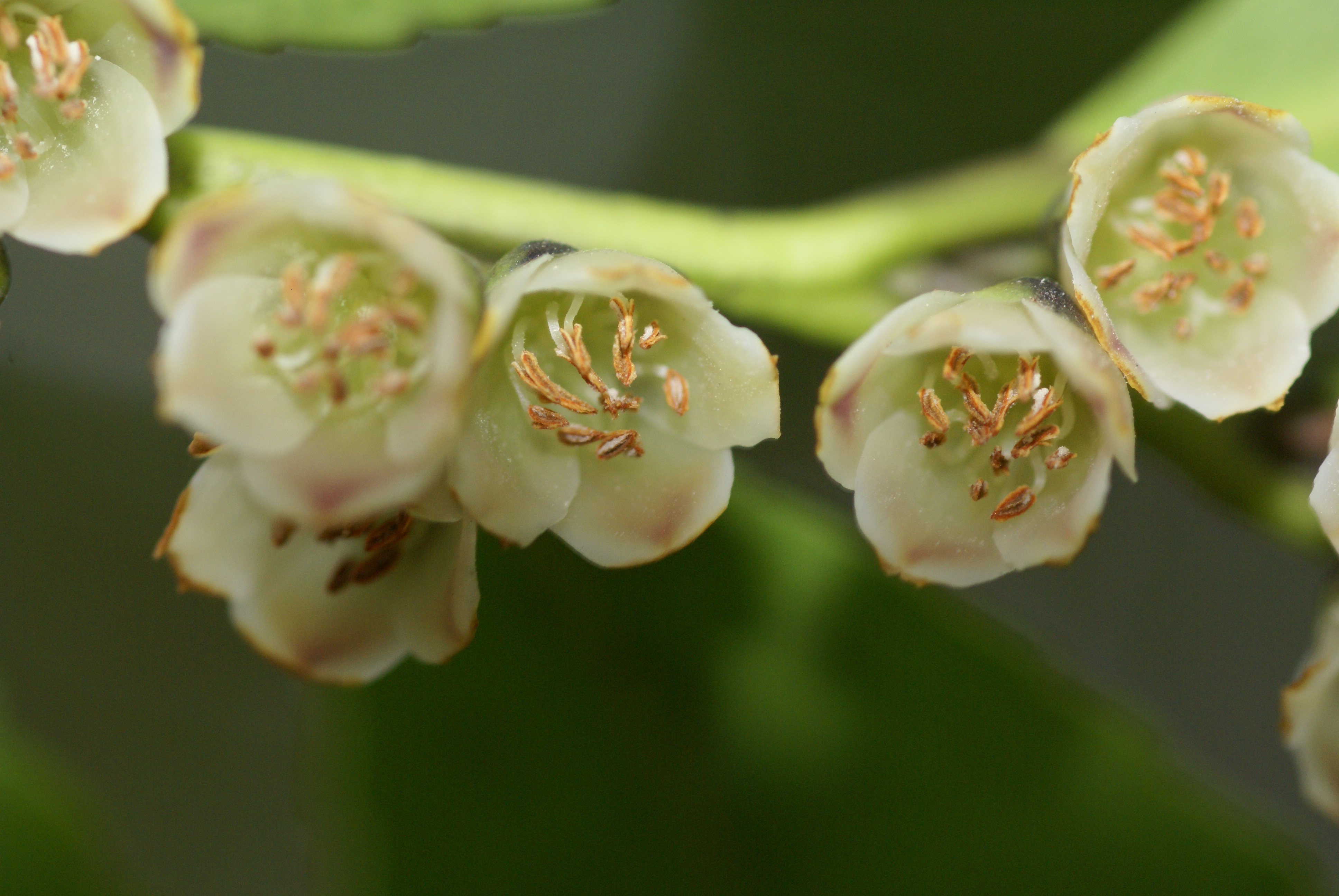